# Boevange-sur-Attert
Boevange-sur-Attert, Boevange-Attert  (lb. Béiwen-Atert, niem. Böwingen/Attert) – wieś (Uertschaft) we wschodnim Luksemburgu, w kantonie Mersch, w gminie Helperknapp. Do 3 października 2015 miejscowość leżała w dystrykcie Luksemburg, a do 31 grudnia 2017 była samodzielną gminą. Liczy 968 mieszkańców (31 grudnia 2022).